# Kreiselschnecken
Die Kreiselschnecken (Trochidae) sind eine große Familie aquatisch lebender Meeresschnecken mit mehreren hundert Arten. 

## Merkmale
Die Familie ist durch kreiselförmige, rechtsgewundene Gehäuse gekennzeichnet, die in der Regel durch einen runden Deckel (Operculum) verschlossen werden können. Die Gehäuse haben innen eine Schicht aus Perlmutt und variieren hinsichtlich der Öffnungsgröße und der Oberfläche. Diese kann, je nach Spezies, glatt, spiralig oder axial gestreift sein oder auch kleine Höcker tragen.
Ausgewachsene Kreiselschnecken erreichen Größen zwischen etwa von etwa 0,5 bis etwa 13 Zentimeter. 

## Lebensweise
Mit ihrer rauen Fächerzunge (Radula) schaben die meisten Kreiselschnecken Algen und totes, pflanzliches Material (Detritus) von Steinen ab. Ausnahmen bilden hier die strudelnden Spezies der Unterfamilie Umboniinae und die fleischfressenden Vertreter der Familie der Calliostomatidae.

## Systematik

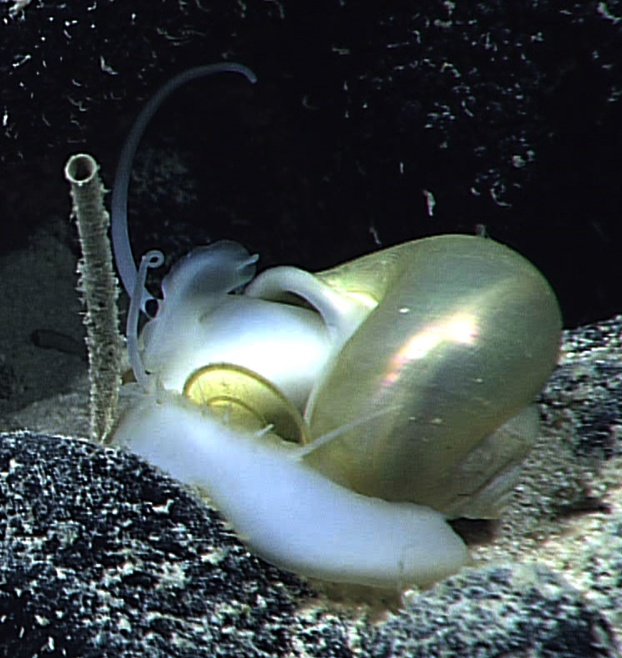
Gaza daedala
aus der Familie der Margaritidae

Die Kreiselschnecken (Trochidae) wurden in dem nicht mehr aktuellen System nach Johannes Thiele zu den Altschnecken (Archaeogastropoda), eine Ordnung der Vorderkiemerschnecken (Prosobranchia) gestellt. Nach neueren Erkenntnissen werden sie zu den Vetigastropoda, eine Überordnung der Unterklasse Orthogastropoda gerechnet.
Aktuell unterscheidet die World Register of Marine Species folgende innerhalb der Trochidae folgende Familien:
- Alcyninae Williams, Donald, Spencer & Nakano, 2010[4]
- Calliostomatinae Thiele, 1924[5]
- Carinotrochinae S.-Q. Zhang, J. Zhang & S.-P. Zhang, 2020[6]
- Cantharidinae Gray, 1857[7]
- Chrysostomatinae Williams, Donald, Spencer & Nakano, 2010[8]
- Halistylinae Keen, 1958[9]
- Margaritinae Thiele, 1924[10]
- Monodontinae Gray, 1857[11]
- Solariellidae Powell, 1951[12]
- Stomatellinae  Gray, 1840[13]
- Tegulidae Kuroda, Habe & Oyama, 1971[14]
- Thysanodontinae Marshall, 1988[15]

## Galerie

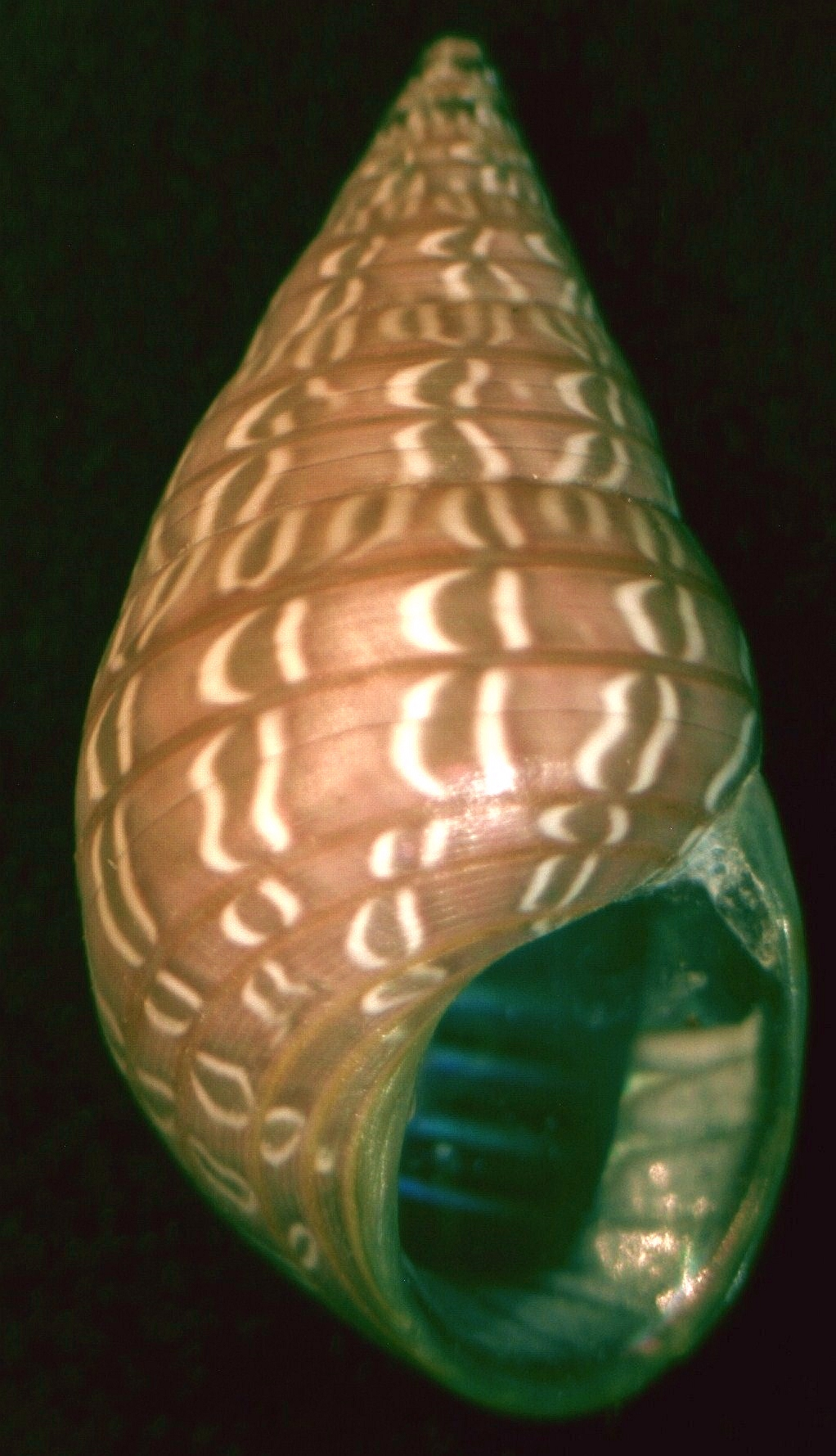
Phasianotrochus bellulus aus der Familie der Cantharidinae
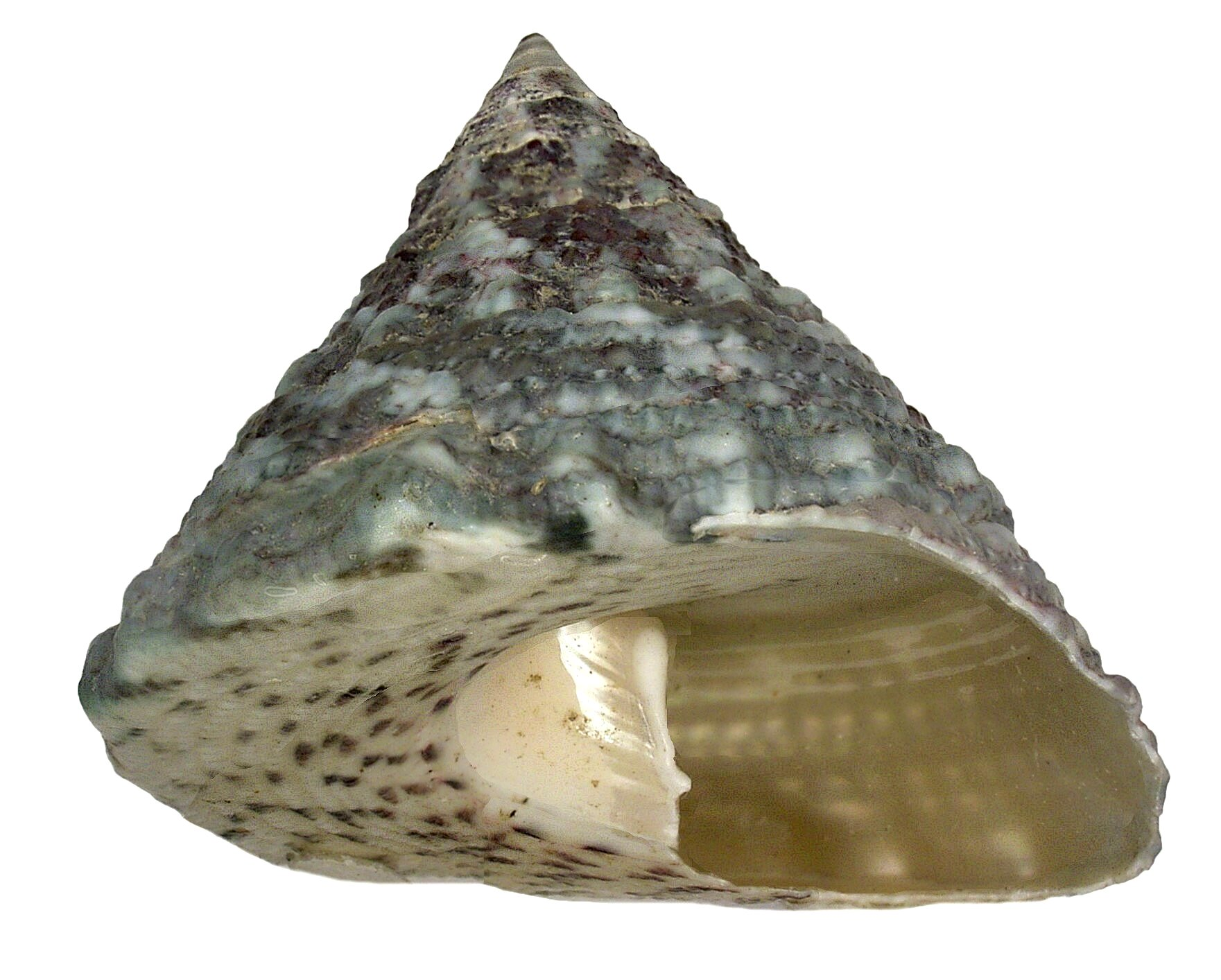
Phorcus lineatus aus der Familie der Cantharidinae
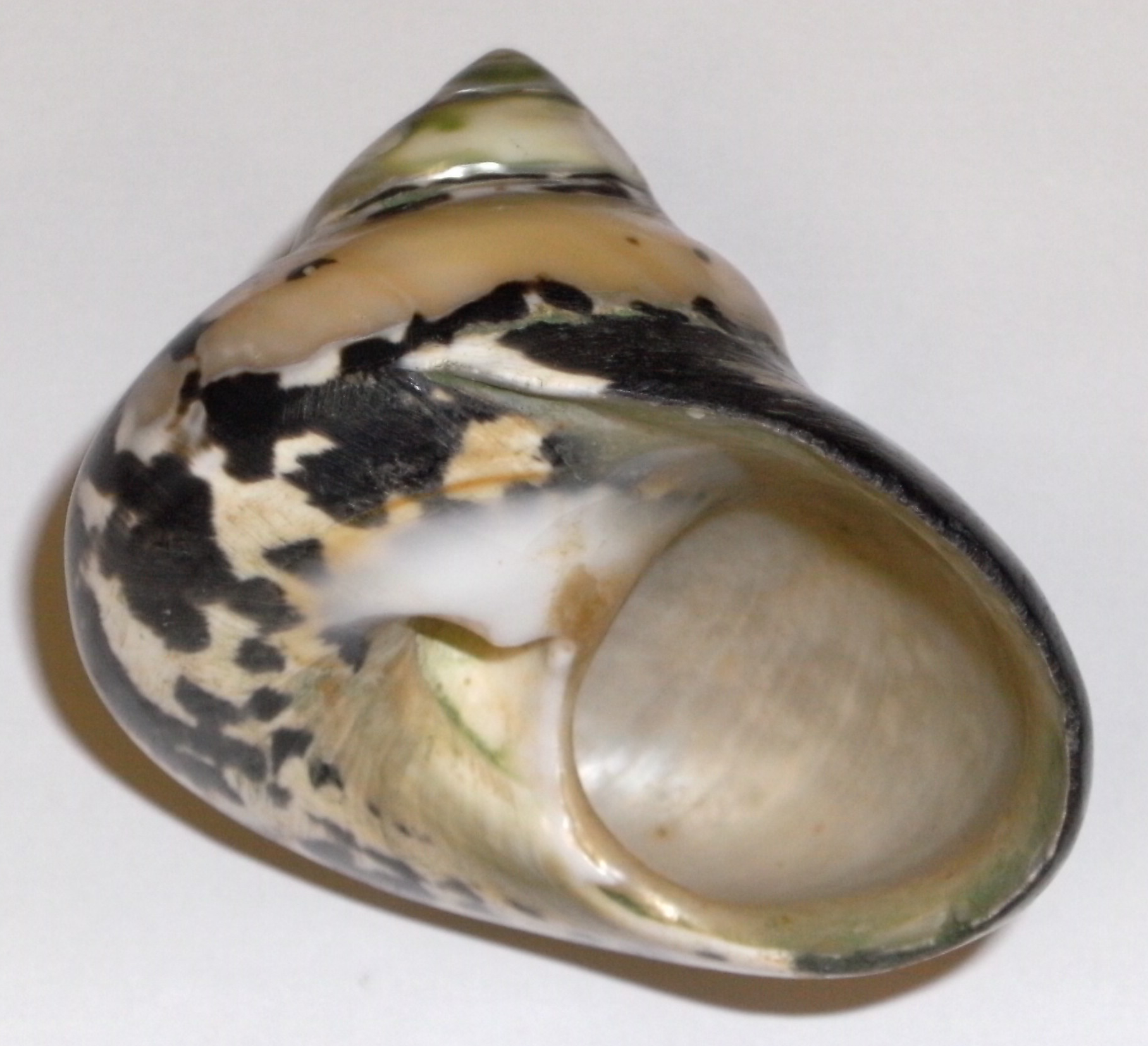
Cittarium pica  aus der Familie der Tegulidae
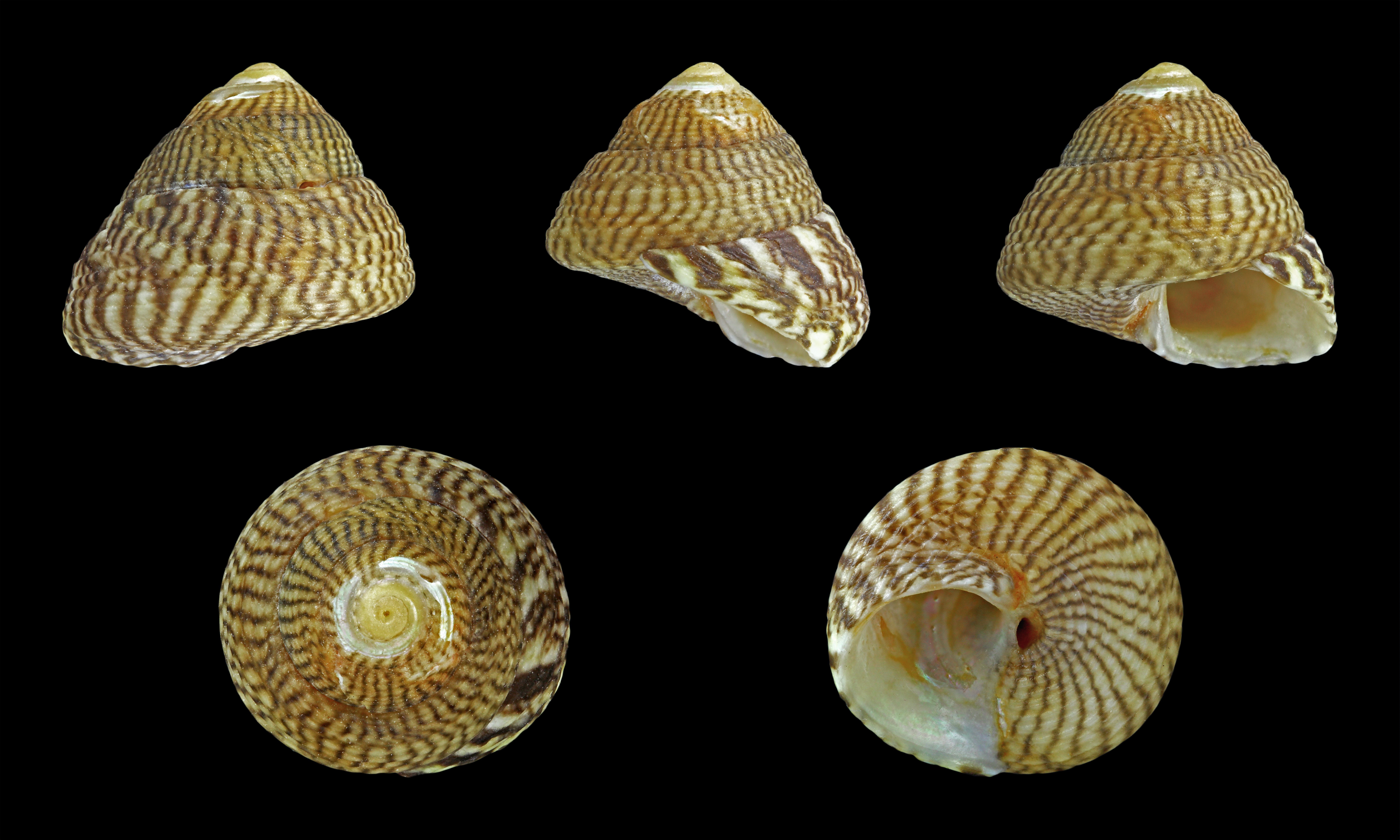
Graue Kreiselschnecken Steromphala cineraria
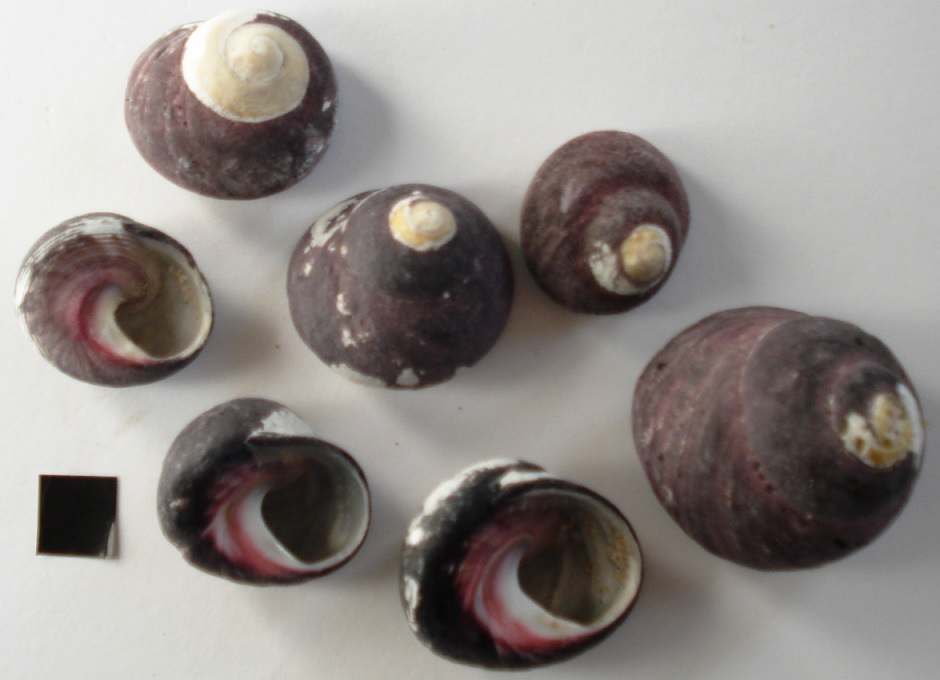
Oxystele sinensis (Gmelin, 1791) von der Küste Südafrikas
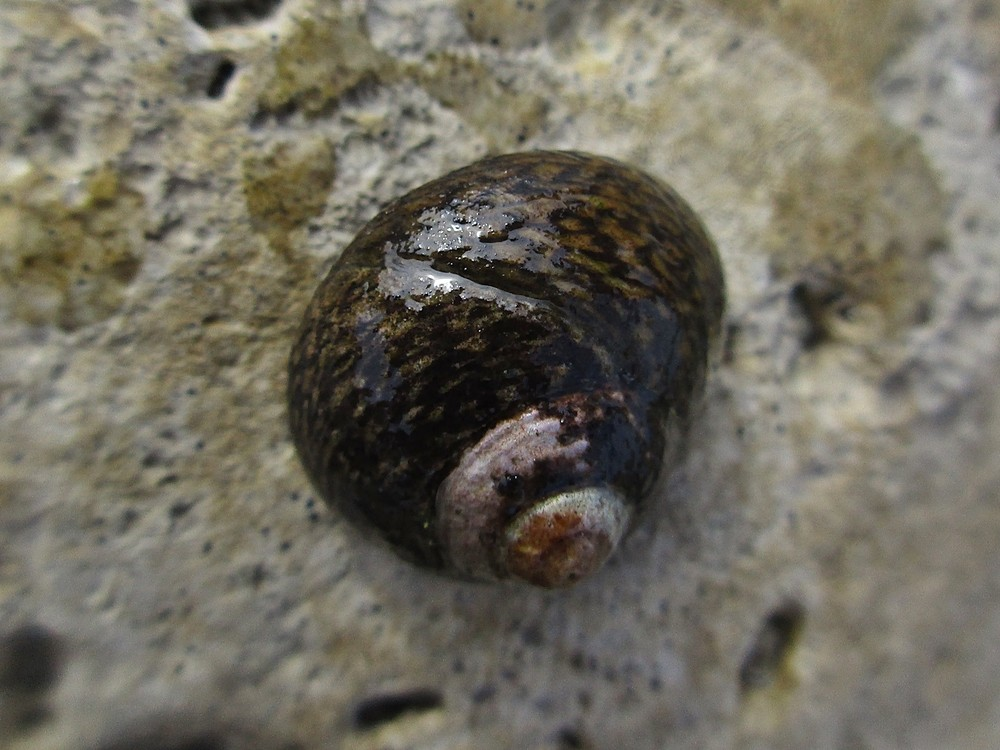
Gestrichelte Buckelschnecke Phorcus lineatus bei Étretat, Frankreich
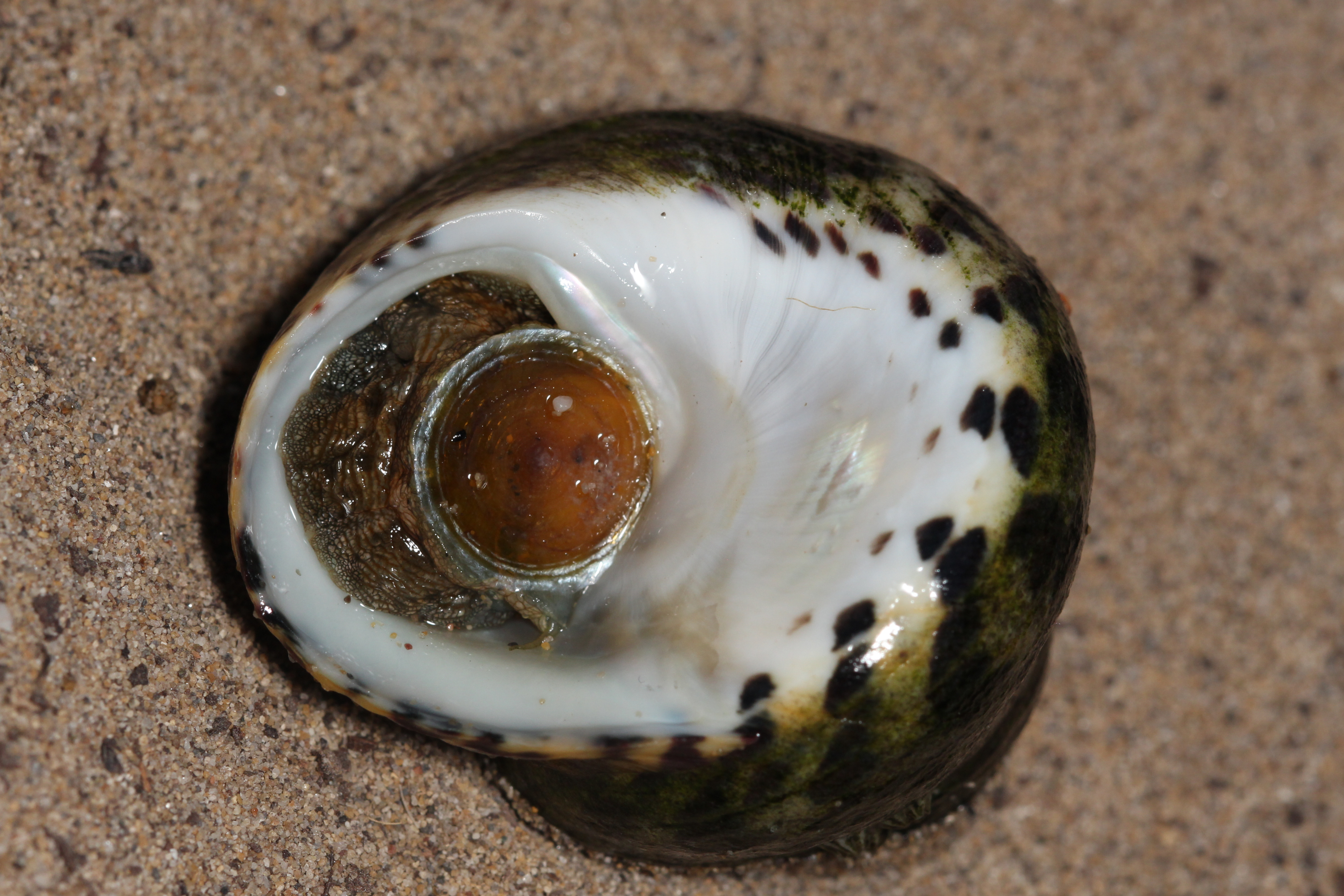
Die Würfelturbanschnecke Phorcus turbinatus von unten betrachtet